# یواس‌اس کونر (دی‌دی-۵۸۲)
یواس‌اس کونر (دی‌دی-۵۸۲) (به انگلیسی: USS Conner (DD-582)) یک کشتی بود که طول آن ۳۷۶ فوت ۶ اینچ (۱۱۴٫۷۶ متر) بود. این کشتی در سال ۱۹۴۲ ساخته شد.